# Paradiso e Inferno (Huxley)
(Aldous Huxley, Paradiso e inferno)
Paradiso e Inferno (Heaven and Hell) è un saggio breve di Aldous Huxley del 1956. Segue e continua il saggio breve del 1954 Le porte della percezione, in cui Huxley affronta l'esperienza della mescalina e propone la propria visione della società e della tecnica, in cui la tecnologia è al servizio della ricerca spirituale e mistica dell'individuo.

## Contenuti
Il saggio esordisce con un paragone tra gli studi zoologici e l'indagine delle forme di pensiero della mente. Così come il raccoglitore di esemplari zoologici è a un livello intermedio di consapevolezza tra il mago e lo zoologo, altrettanto l'individuo della nostra società si trova a un livello intermedio tra il rendersi conto di buona parte dei propri pensieri e la comprensione di tutti gli aspetti più reconditi della propria mente. Huxley distingue, all'interno della nostra mente, tra i pensieri e le forme di rappresentazione, un "vecchio mondo", conosciuto, abituale, paragonabile zoologicamente alle mucche e agli animali boreali, e i "nuovi mondi", paradisi tropicali e australi pieni di forme zoologiche che noi consideriamo bizzarre: tale paragone serve a sostenere l'esigenza da parte dell'individuo moderno di riconoscere anche gli aspetti della propria mente più bizzarri e inusuali.
L'opera prosegue la considerazione di Huxley riguardo al cervello come valvola riduttrice delle esperienze che l'organo ritiene inutili alla sopravvivenza dell'individuo, argomento introdotto ne Le porte della percezione. In tal senso, le pratiche di mortificazione e le denutrizioni medievali avrebbero favorito, riducendo le funzioni del cervello, visioni terribili ed estasi paradisiache.
Riprende da Le porte della percezione i Cherubini di Blake e li definisce "gli originali psicologici di quegli esseri che, nella teologia di tutte le religioni, servono da intermediari tra l'Uomo e la Luce". Sarebbero figure in atto di riposo o in posa mitologica, dato che "essere occupati è la legge del nostro essere". Huxley pretende che l'arte religiosa rappresenti figure statiche.
Riguardo alle visioni terribili come indagine in aree della mente soggette a contenuti negativi, Huxley ritiene che tale esperienza, se pur non illuminante e chiarificatrice quando la comprensione paradisiaca, sia pur sempre un tipo di esperienza arricchente, positiva in un certo senso, in particolare nei contesti del quotidiano. Ne Le porte della percezione avrebbe parlato di "brecce nel muro", per citare H. G. Wells, come momenti di rottura dei modelli del quotidiano.
L'effetto della mescalina e delle deficienze del cervello come porta per la percezione sarebbero, secondo Huxley, una forma minima e temporanea di schizofrenia intesa nei suoi aspetti di astrazione dai normali vincoli e consuetudini culturali.

## Appendici
Appendice 1
Anidride carbonica (in rapporto 7:3 con l'ossigeno) e lampada stroboscopica sono strumenti d'aiuto per l'esperienza visionaria, se pur meno efficaci di mescalina e ipnosi.
Appendice 2
La carenza vitaminica del Medioevo come causa di deficienza del cervello determinava visioni proprio nel periodo pasquale, durante il quale le riserve vitaminiche nel corpo degli uomini medievali erano al minimo.
Appendice 3
Storia dell'Illuminazione e delle sue funzioni visionarie nel teatro. La civiltà moderna è assuefatta dalla luce ma può ancora trovare piacere da alcune fonti di visione. Il cinema può essere la declinazione moderna dell'illuminazione più efficace: con l'occasione Huxley si dichiara critico nei confronti della pittura non-rappresentativa.
Appendice 4
Esaltazione di Georges De Latour: "Mostrando le cose comuni sotto una luce non comune, la fiamma rende manifesto il mistero vivente e l'inesplicabile meraviglia della mera esistenza".
Appendice 5
Vuillard e il paesaggio in primo piano: il mondo macroscopico e microscopico in un singolo sguardo.
Appendice 6
La storia delle idee escatologiche segna un genuino progresso, un progresso che può essere descritto in termini teologici come il passaggio dall'Ade al Paradiso, in termini chimici come la sostituzione di mescalina e di acido lisergico all'adrenalica, e in termini psicologici come il progresso dalla catatonia e dalle sensazioni di irrealtà a un senso di intensificata realtà di visione e, infine, all'esperienza mistica.
Appendice 7
"Géricault fu un visionario negativo", capace di avere visioni sì, ma di odio, decadimento, d'Inferno.
Appendice 8
La diagnosi del dott. James Halliday, "psicosomatico biografo" di Thomas Carlyle, definisce l'opera Sartor Resartus "una stupefacente descrizione di uno stato d'animo psicotico, terribilmente depressivo, ma parzialmente schizofrenico".

## Edizioni
In Italia è edito da Mondadori come seconda parte del libro Le porte della percezione - Paradiso e inferno.
- Aldous Huxley, Le porte della percezione - Paradiso e inferno, traduzione di Lidia Sautto, collana Piccola Biblioteca, Arnoldo Mondadori Editore, 2005,  p. 152, ISBN 88-04-50843-4.